# اكتفاء
الاكتفاء عند أهل المعاني نوع من الحذف هو أن يقتضي المقام ذكر شيئين بينهما تلازم وارتباط، فيكتفى بأحدهما عن الآخر لنكتة — أي لطيفة من اللطائف، ويختص غالبا بالارتباط العطفي كقوله تعالى في الآية الأولى بعد الثمانين من سورة النحل ﴿سرابيل تقيكم الحر﴾ أي والبرد، وخصص الحر بالذكر لأن الخطاب للعرب وبلادهم حارة والوقاية عندهم من الحر أهم لأنه أشد من البرد فيهم.